# Paradelphomyia (Oxyrhiza) cerina
Paradelphomyia (Oxyrhiza) cerina is een tweevleugelige uit de familie steltmuggen (Limoniidae). De soort komt voor in het Palearctisch gebied.